# Sebastian Giustinian
Sebastian Giustinian (Veneza, 1460 – 13 de março de 1543) foi um diplomata veneziano. Após servir brevemente como embaixador na Polônia em 1505, exerceu cargo semelhante na Inglaterra entre 1514 e 1519, durante o reinado de Henrique VIII, por quem demonstrava bastante apreço.